# Klas Nilsson (jurist)
Klas Folke August Nilsson, född den 20 maj 1906 i Södertälje, död den 31 maj 1971 i Kalmar, var en svensk jurist.
Nilsson avlade studentexamen i Helsingborg 1925 och juris kandidatexamen vid Lunds universitet 1930. Han genomförde tingstjänstgöring i Aspelands och Handbörds domsaga 1931–1934. Nilsson påbörjade tjänstgöring i Göta hovrätt 1934. Han blev assessor där 1941, särskild inskrivningsdomare i Askims, Hisings och Sävedals domsaga 1943, tillförordnad tingsdomare i Västerbottens västra domsaga 1945, i Torneå domsaga 1946, tingsdomare i Östbo och Västbo domsaga 1948 och revisionssekreterare 1951 (tillförordnad 1950). Nilsson var häradshövding i Norra Möre och Stranda domsaga 1952–1968. Han blev riddare av Nordstjärneorden 1954 och kommendör av samma orden 1966.